# K2-21
K2-21, även känd som EPIC 206011691, är en ensam stjärna belägen i den mellersta delen av stjärnbilden Vattumannen. Den har en skenbar magnitud av ca 12,85 och kräver ett kraftfullt teleskop för att kunna observeras. Baserat på parallax enligt Gaia Data Release 3 på ca 11,97 mas beräknas den befinna sig på ett avstånd av ca 273 ljusår (ca 84 parsec)från solen. Den rör sig bort från solen med en heliocentrisk radialhastighet av ca 3,5 km/s.

## Egenskaper
K2-21 är en röd dvärgstjärna i huvudserien av spektralklass M0.0 V. Den har en massa av ca 0,64 solmassa, en radie av ca 0,6 solradie och utsänder energi från dess fotosfär motsvarande ca 0,086 gånger solen vid en effektiv temperatur av ca 4 000 K. 

## Planetsystem
K2-21 är värd för två kända exoplaneter som upptäcktes 2015 med transitmetoden som en del av Keplers K2-uppdrag. Båda planeterna har betydligt lägre densiteter än jorden, vilket tyder på att de inte är stenplaneter utan bättre beskrivs som mini-Neptunus. Den inre planeten, K2-21b, är mindre tät än den yttre planeten, K2-21c.
| Planet | Massa              | Halv storaxel (AE)    | Siderisk omloppstid (d) | Excentricitet | Inklination       | Radie          |
| ------ | ------------------ | --------------------- | ----------------------- | ------------- | ----------------- | -------------- |
| b      | 1,59 +0,52−0,44 M🜨 | 0,0731 +0,0057−0,0067 | 9,3238 ± 0,0001         | -             | 88,54 +0,49−0,59° | 1,93 ± 0,07 R🜨 |
| c      | 3,88 +1,22−1,07 M🜨 | 0,1026 +0,0079−0,0094 | 15,5017 ± 0,0002        | -             | 89,02+0,33−0,41°  | 2,25 ± 0,05 R🜨 |